# Frédérique-Amélie de Danemark
Titre
Duchesse consort de Schleswig-Holstein-Gottorp
24 octobre 1667 – 6 janvier 1695
(27 ans, 2 mois et 13 jours)
Frédérique-Amélie de Danemark et de Norvège (en danois : Frederikke Amalie af Danmark og Norge), née le 11 avril 1649 au château de Duborg (royaume de Danemark et de Norvège) et morte le 30 octobre 1704 au château de Kiel (duché de Schleswig-Holstein-Gottorp), était une princesse de Danemark et de Norvège devenue duchesse consort de Schleswig-Holstein-Gottorp par son mariage avec Christian-Albert de Holstein-Gottorp.

## Biographie
La princesse Frédérique-Amélie est la seconde fille du roi Frédéric III de Danemark et de la reine Sophie-Amélie de Brunswick-Calenberg.
Le 24 octobre 1667, elle épouse Christian-Albert de Holstein-Gottorp au château de Glücksburg.
Quatre enfants sont nés de cette union :
- Sophie Amélie de Holstein-Gottorp (1670-1710), qui épousa en 1695 le duc Auguste-Guillaume de Brunswick-Wolfenbüttel (1662-1731) ;
- Frédéric IV de Holstein-Gottorp, duc de Schleswig-Holstein-Gottorp ;
- Christian Auguste de Holstein-Gottorp, régent de Schleswig-Holstein-Gottorp, prince d'Eutin ;
- Marie Élisabeth de Holstein-Gottorp (1678-1755), qui fut abbesse de Quedlinbourg.

Elle décède au château de Kiel le 30 octobre 1704 à l'âge de 55 ans.